# 2006年溫布頓網球錦標賽
2006年温布尔登网球锦标赛（2006 Wimbledon Championships）于2006年6月26日至7月9日在英国伦敦举行。

## 冠军
- 男子单打：罗杰·费德勒

- 女子单打：阿梅莉·毛瑞斯莫
- 男子双打：鮑勃·布賴恩／邁克·布賴恩
- 女子双打：晏紫／郑洁
- 混合双打：安迪·拉姆／薇拉·茲沃納列娃

| 前任： 2005年温布尔登网球锦标赛 | 温布尔登网球锦标赛 2006年 | 繼任： 2007年温布尔登网球锦标赛 |
| 前任： 2006年法国网球公开赛     | 网球大满贯 2006年         | 繼任： 2006年美国网球公开赛     |